# PalaCarelli
Il palasport Giovanni Carelli, meglio noto come PalaCarelli, è un impianto sportivo di Caltanissetta. Di proprietà del libero consorzio comunale di Caltanissetta che ne è anche il gestore, è intitolato all'architetto Giovanni Carelli, progettista dell'impianto, scomparso il 12 ottobre 1995.
Il progetto fu commissionato nel 1988 dalla Provincia Regionale di Caltanissetta. I lavori iniziarono nel 1990 ma nel 1992 vennero sospesi; ripresero nel 1996 e si conclusero nel 2002, ma la struttura rimase inutilizzata a causa del mancato affidamento in gestione. Le attività cominciarono nel 2006, sedici anni dopo l'avvio dei lavori, con un torneo di basket organizzato dalla Provincia – che da quel momento si occupa della gestione dell'impianto – in occasione del 60º anniversario della Repubblica.
Il palazzetto è dotato di una sala principale ampia 1 800 m² (47,50 m x 22,80 m) e alta 18 m, delimitata da quattro tribune, due principali e due laterali, che prendono il nome dalle zone che delimitano l'edificio: in senso orario da nord, Piscina, Colajanni, Bloy, Rochester. Vi sono presenti inoltre una palestra con relativi spogliatoi, docce e servizi igienici.
È stato sede di alcuni tra i principali concerti tenuti a Caltanissetta: i Modà nel 2010, i Pooh nel 2011, Massimo Ranieri e Antonello Venditti nel 2012.